# Лейпцигские процессы (1921)
Лейпцигские процессы (нем. Leipziger Prozesse, англ. Leipzig War Crimes Trials) — серия уголовных процессов о военных преступлениях Германской империи во время Первой мировой войны; проходили с 1921 по 1927 год перед Имперским судом в городе Лейпциг.

## История
С первых дней Великой войны общественность стран Антанты получала детальные истории о «зверствах гуннов» — хотя некоторые из этих историй и содержали элементы правды, большинство из них были «плодом мрачного воображения» (включая как рассказы об изнасилованных бельгийских монахинях, так и о распятых солдатах). Направленные на усиление боевого духа вооруженных частей Союзников, такие истории привели к непредвиденному результату: широкая общественность всё чаще стала требовать не только военной победы и наказания немецких военных преступников, но и наказания тех высокопоставленных лиц, которых были ответственны за разработку военных планов и издание преступных приказов.
В конце 1914 года в Великобритании и во Франции был создан комитет Брайса («Committee on Alleged German Outrages»), целью которого стало определение «преступности» германского верховного командования и гражданских лидеров Германской империи; в декабре к комитету присоединился бригадный генерал и юрист Джон Хартман Морган. После публикации неоднозначного отчёта, комитет Брайса был распущен в 1915 году; но в октябре 1918 года по настоянию Моргана в Британском парламенте был сформирован комитет, целью которого стало расследование преступлений, совершённых германскими войсками и установление вины германского генерального штаба — и «других высокопоставленных лиц».

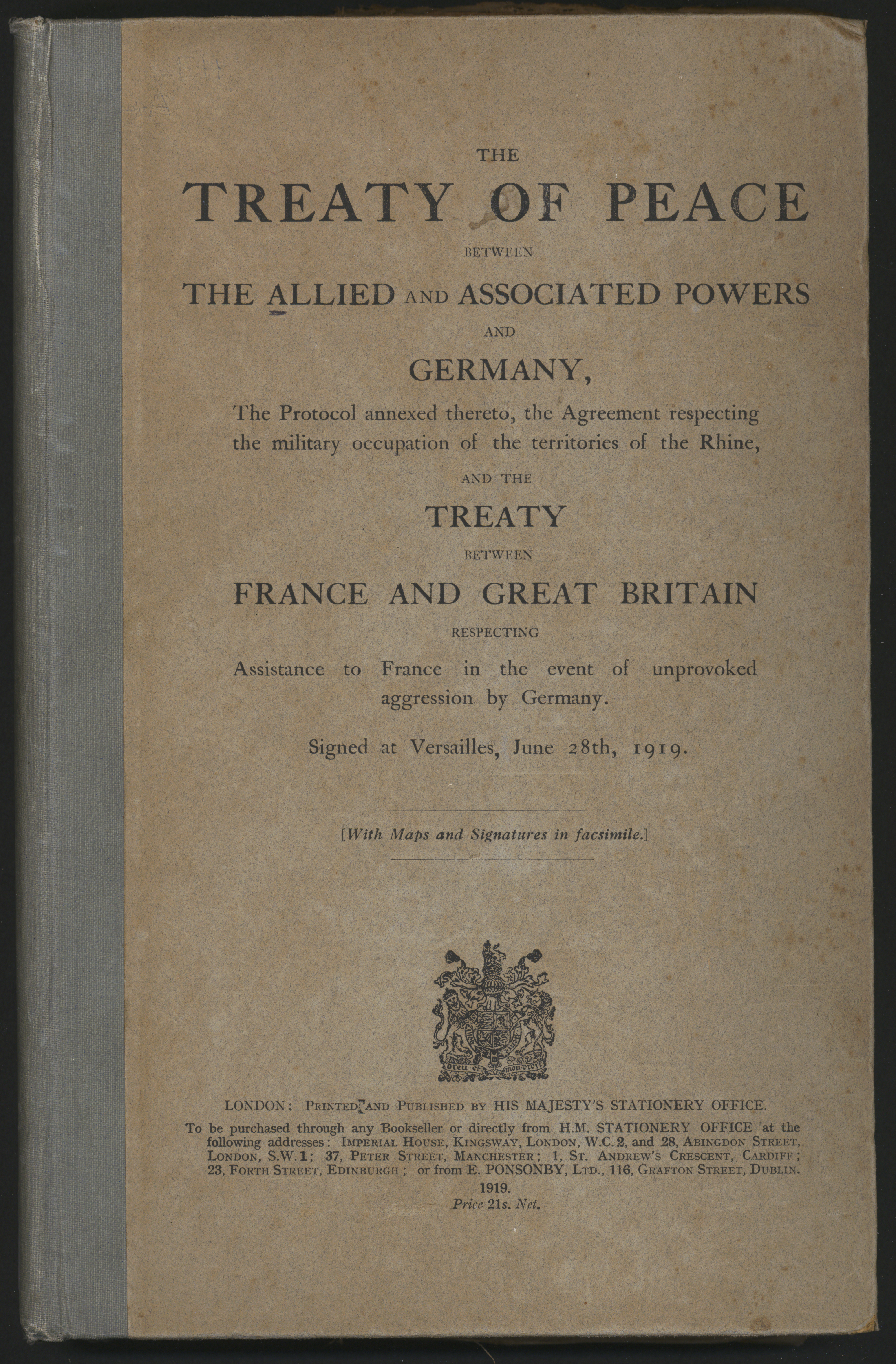
Версальский мирный договор (1919)

Британское правительство не планировало проводить полноценное судебное разбирательство, но полагало, что «было бы совсем неплохо, если бы преступники думали, что мы намереваемся их наказать». Парламентский комитет не собирался включать самого кайзера Вильгельма II в свое обвинительное заключение, поскольку обвинение столь известной персоны «заслонит от ответственности настоящих преступников». В преддверии всеобщих выборов премьер-министр Дэвид Ллойд Джордж думал иначе: он инициировал кампанию «Повесим кайзера!», ставшую популярной среди британцев, расширивших список: в него вошли и германские генералы, и «начавшие войну» политики. Президент США Вудро Вильсон полагал создание трибунала неуместным, поскольку такой «суд победителей над побеждёнными» создавал опасный прецедент.
После заключения Компьенского перемирия в Париже был создан многонациональный комитет юристов: предполагалось выдвинуть обвинения против немецких лидеров, обвинявшихся в военных преступлениях и «преступлениях против человечества» (человечности). Данный комитет рассмотрел и вопрос о добавлении ещё одного обвинения: в том, что кайзер начал саму войну — однако юристы не смогли договориться о том, являлось ли инициирование войны преступлением в международном праве 1914 года. Они также не смогли уверенно сказать, что собранные доказательства устанавливали единоличную ответственность Германской империи за начало военных действий; точнее, они опасались, что более тщательное расследование сможет выявить и роль победителей в «развязывании» Первой мировой войны.

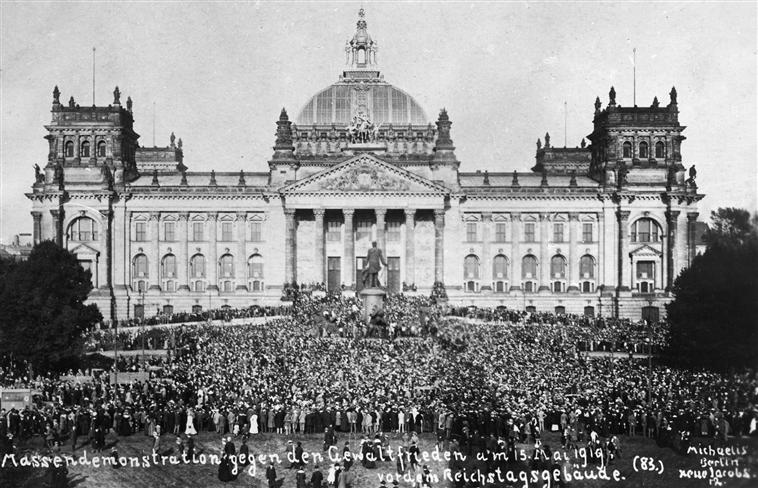
Демонстрация против подписания Версальского мира (Берлин, 15 мая 1919)

Постепенно от идеи судебного разбирательства отказались и политики: лидеры Антанты формально вписали пункт о вине Германской империи в начале войны в текст Версальского мирного договора (ст. 231), а в статье 227 обвинили самого кайзера в «высшем преступлении против международной морали и неприкосновенности договоров». Подобная трактовка событий 1914 года вызвала шок как среди граждан, так и лидеров Веймарской республики. Политики стран Антанты проигнорировали и другой совет юристов: хотя комитет рекомендовал создание международного суда для процесса над обвиняемыми, государственный секретарь США Роберт Лансинг полагал, что любое судебное разбирательство помешает его собственной схеме о восстановлении в кратчайшие сроки хороших отношений с новой Германией. Также Гондурас активно высказался против идеи суда над кайзером. После долгих споров было всё же решено создать специальный трибунал с судьями из Великобритании, США, Франции, Италии и Японии, чтобы судить Вильгельма II; кроме того, Версальский договор предусматривал и создание ряда военных трибуналов для суда над германскими лидерами. Обвиняемым должно было быть предоставлено право назначить адвокатов для своей защиты.

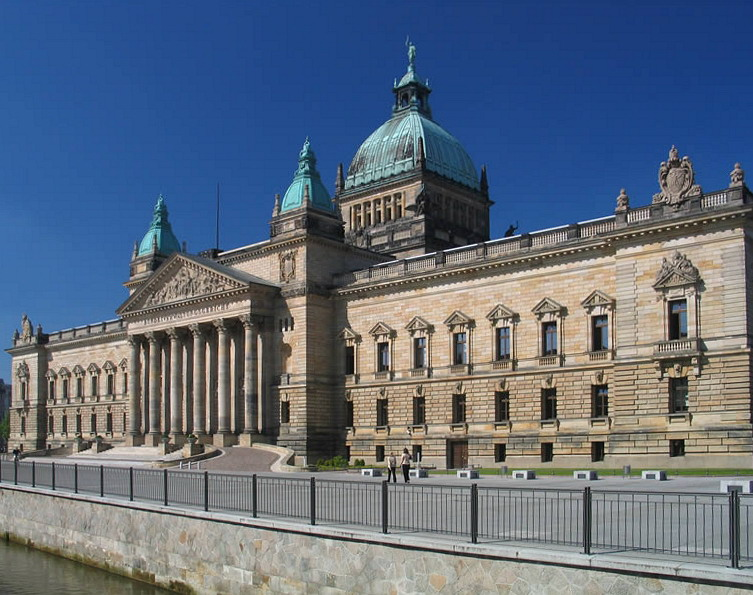
Здание Имперского суда в Лейпциге (2005)

Когда правительство Нидерландов отказалось выдать кайзера для такого суда — а сам он после 1920 года отказался от идеи подвергнуть себя суду Антанты — союзники не предприняли особых усилий для его дальнейшего преследования. Бывший германский монарх оставался в Голландии до своей смерти в 1941 году. Попытка союзников осудить других граждан Германии также не имела успеха. Когда в 1920 году правительству Веймарской республики был представлен список из более чем 900 обвиняемых — от бывшего наследного принца до гражданских лидеров — оно отказалось предать их суду, сообщив о перспективе начала новой войны в случае настойчивости Антанты. Морган, работавший в тот момент в берлинской комиссии по разоружению, был уведомлен, что его жизнь находится под угрозой. Немецкая пресса начала кампанию прямого запугивания — а призывы министра обороны «не применять насилие в отношении членов Комиссии» больше походили на «разжигание огня». США никак не отреагировали на произошедшее: в Конгрессе к тому моменту преобладали изоляционисты, не проявлявшие интереса к международной политике. Компромиссным решением проблемы стало создание судов в самой Германии при участии международных наблюдателей.

## Итоги, значение и оценки Лейпцигских процессов
В конце 1922 года, когда в Лейпциге начались такие процессы, они — ставшие «первопроходцами» в международном уголовном праве — потерпели фиаско: ни обвиняемые, ни свидетели в большинстве своём не явились на суд. Из списка в 901 фамилию, включавшего в себя ведущих германских генералов, 888 человек были оправданы; остальные получили небольшие тюремные сроки, а несколько из осуждённых сбежали из тюрьмы. Их тюремные надзиратели получили многочисленные поздравления от представителей общественности.
Дореволюционный и советский юрист А. Трайнин так оценил итоги Лейпцигских процессов:

Германия ловко использовала создавшуюся ситуацию, правильно рассудив, что в осуществлении действительного суда и наказания державы-победительницы не заинтересованы. Германия не проявляла торопливости и в слушании дел в Лейпцигском имперском суде… На деле никакой уголовной ответственности действительные виновники войны и военно-уголовные преступники не понесли, да и вопрос этот, как видно из его истории, по-серьезному в первую мировую войну не ставился.
Неудача преследования военных преступников после Первой мировой войны — как германских, так и османских — определила отношение ряда ключевых политиков и дипломатов к новой попытке, предпринятой в годы Второй мировой — к Нюрнбергскому процессу.